# Bawełna (roślina)

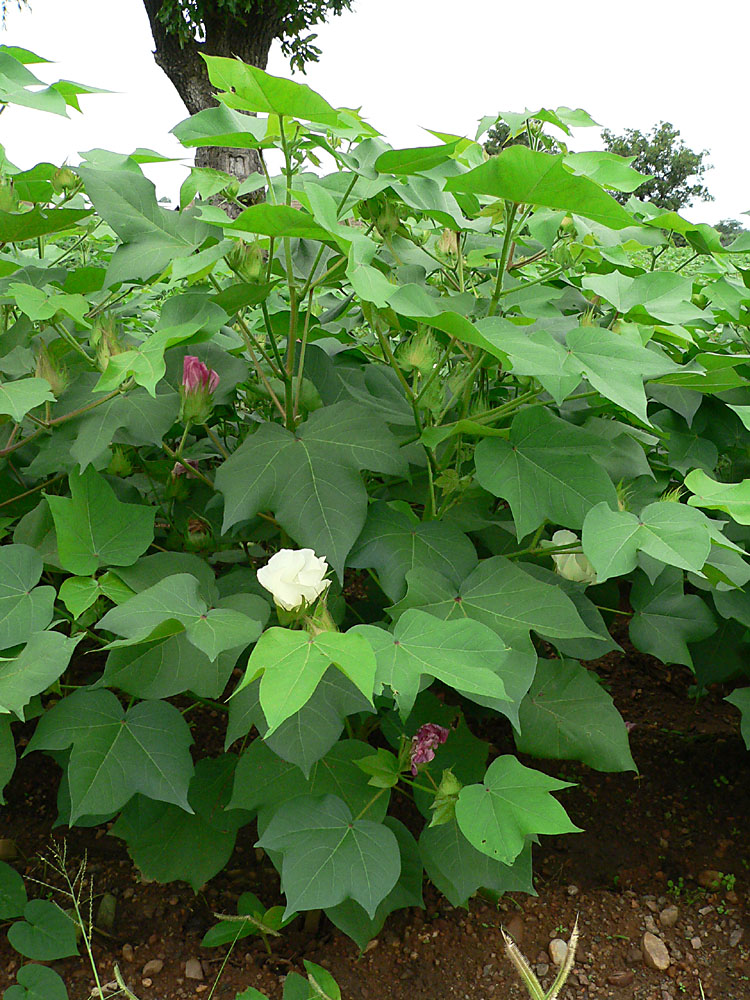
Krzew bawełny kosmatej na plantacji

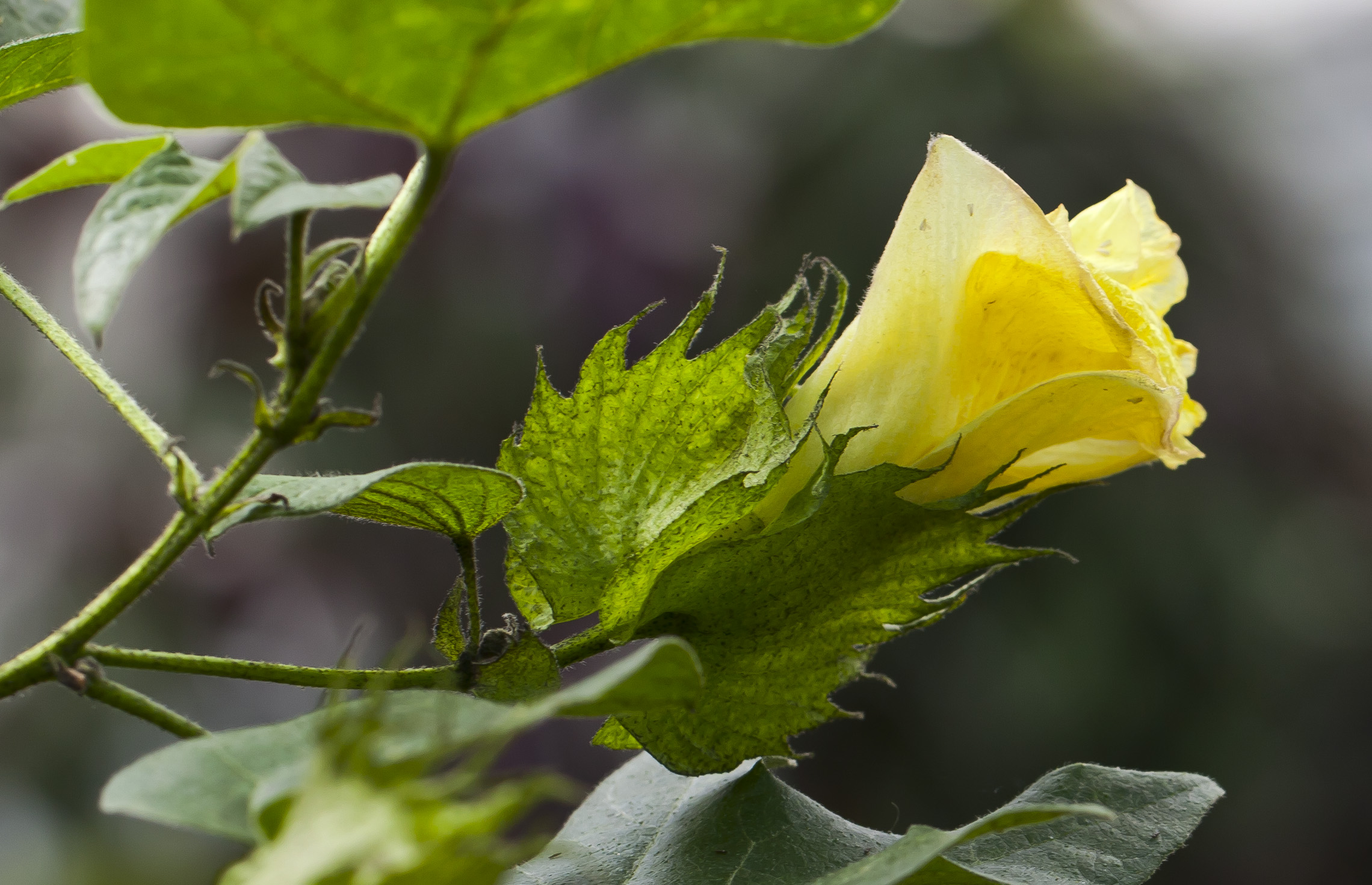
Kwiat bawełny afrykańskiej

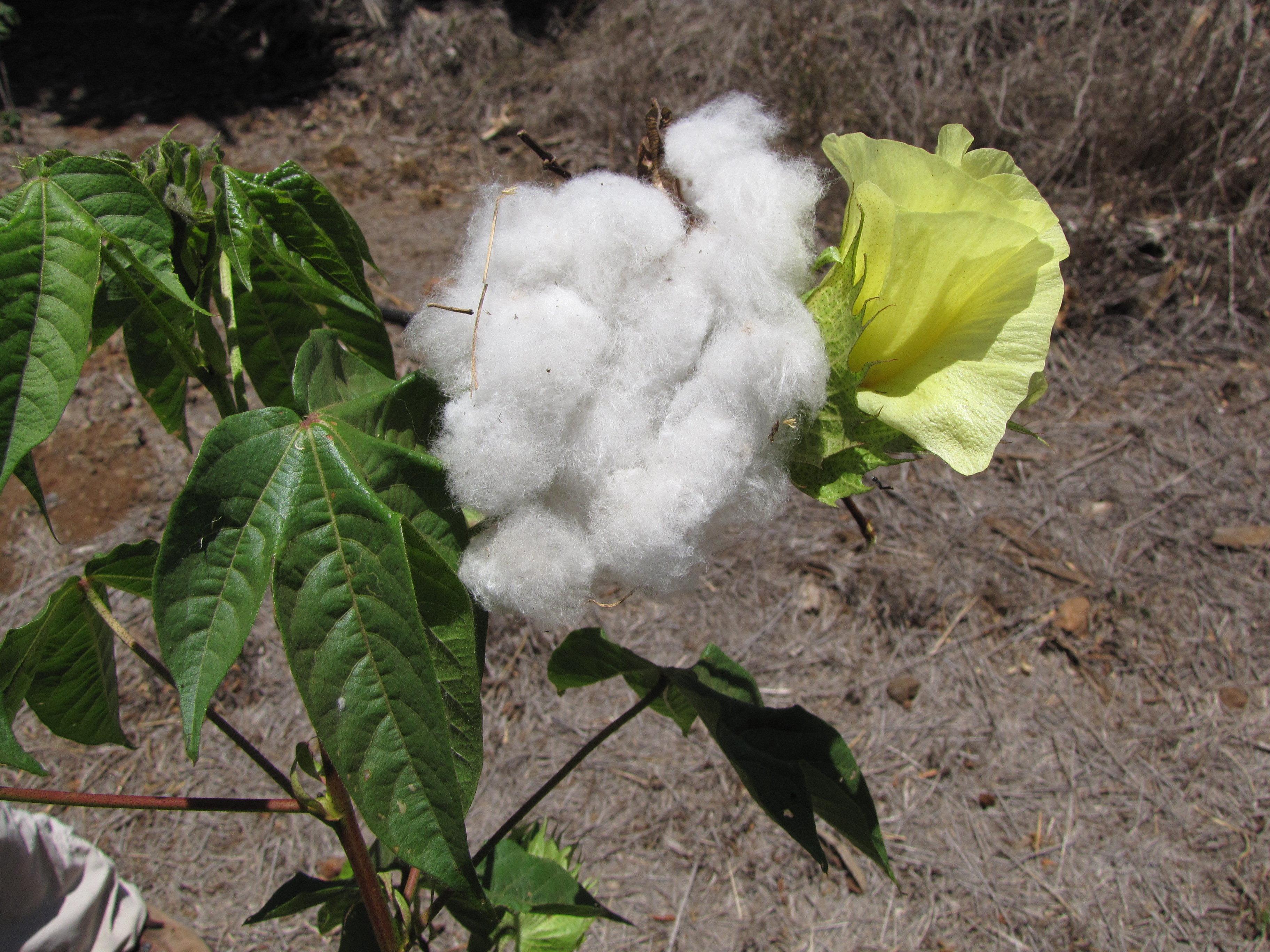
Kwiat i dojrzały, pęknięty owoc bawełny barbadoskiej

Bawełna, bawełnica (Gossypium L.) – rodzaj roślin z rodziny ślazowatych, obejmujący około 40 gatunków krzewów, drzew lub roślin zielnych. W stanie dzikim występują na słabo nawodnionych obszarach wszystkich kontynentów, poza Australią i Antarktydą. Pięć gatunków ma znaczenie ekonomiczne, pozostałe nie są wykorzystywane. Bawełna jest najważniejszą rośliną włóknodajną, która dostarcza 70% rocznego zużycia tkanin odzieżowych świata, użytkowaną od kilku tysięcy lat.

## Morfologia

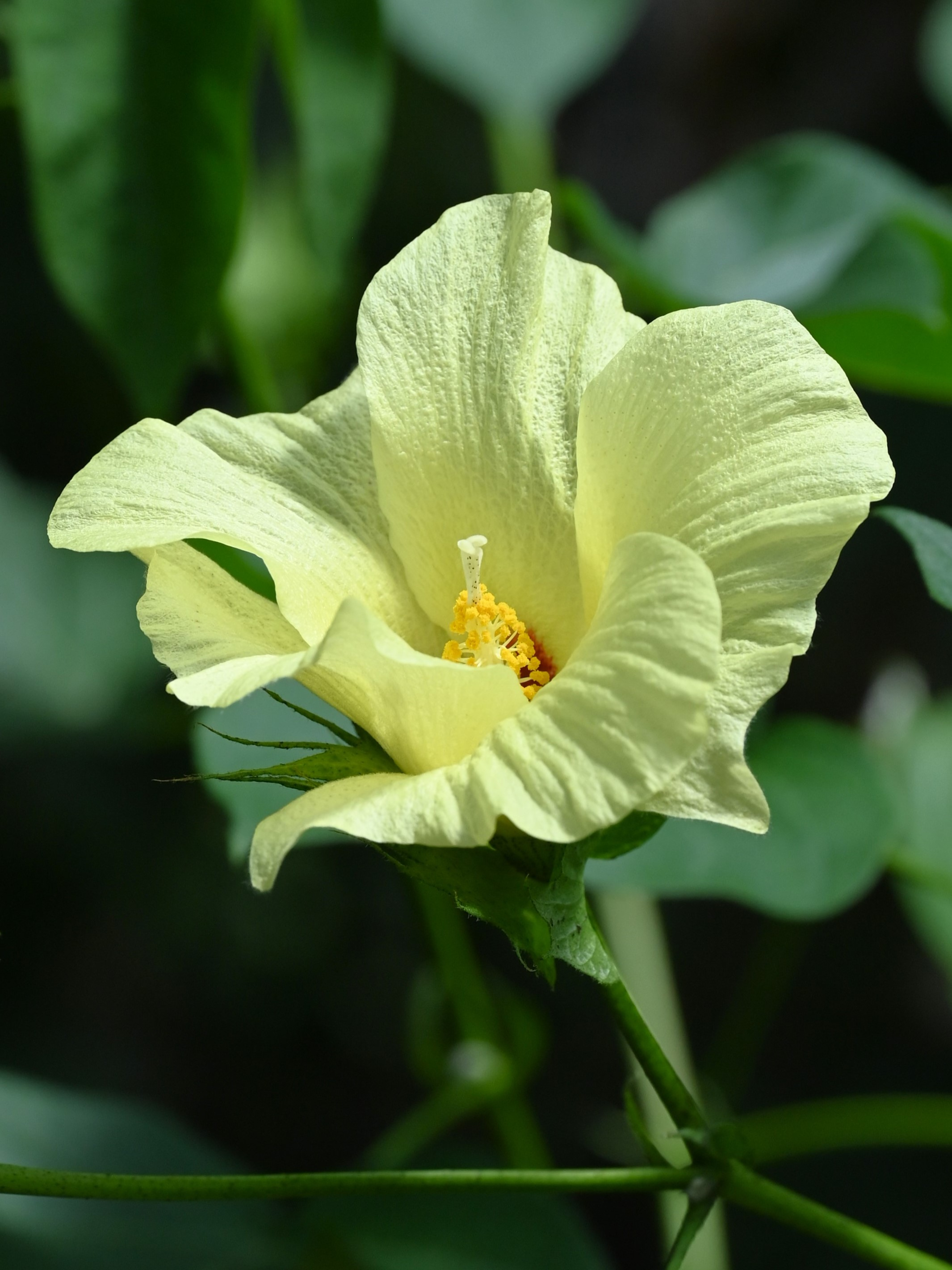
Kwiat Gossypium raimondii

PokrójKrzewy.
LiścieSkrętoległe, dłoniastoklapowane, długoogonkowe, blaszka 3–7–klapowa.
KwiatyDuże, podobne do kwiatów hibiskusa, z którym bawełna jest blisko spokrewniona. Płatki korony w kolorze żółtym, kremowym lub różowym, czasami z ciemną plamką u nasady. Po zapyleniu purpurowoczerwone, potem czarne. Pręciki otaczają pojedynczy słupek.
OwoceTorebki (po dojrzewaniu pękają) zawierające liczne drobne nasiona o łupinach okrytych długimi do 6 cm, jednokomórkowymi włoskami (główny surowiec włókna), a włoski krótkie, tzw. podwłosie, stanowią aparat umożliwiający roznoszenie nasion przez wiatr.

## Systematyka
Synonimy
Erioxylum Rose & Standl., Ingenhouzia DC., Notoxylinon Lewton, Selera Ulbr., Sturtia R. Br., Thurberia A. Gray, Ultragossypium Roberty
Pozycja systematyczna według APweb (aktualizowany system APG III z 2009)
Należy do plemienia Gossypieae, podrodziny Malvoideae, rodziny ślazowatych Malvaceae, rzędu ślazowców, kladu różowych (rosids) w obrębie okrytonasiennych (Magnoliophyta).
Pozycja w systemie Reveala (1993–1999)
Gromada okrytonasienne (Magnoliophyta Cronquist), podgromada Magnoliophytina Frohne & U. Jensen ex Reveal, klasa Rosopsida Batsch, podklasa ukęślowe (Dilleniidae Takht. ex Reveal & Tahkt.), nadrząd Malvanae Takht., rząd ślazowce (Malvales Dumort.), podrząd Malvineae Rchb., rodzina ślazowate (Malvaceae Juss.), plemię Gossypieae Alef., rodzaj bawełna (Gossypium L.).
Wykaz gatunków
- Gossypium anomalum Wawra & Peyr.
- Gossypium arboreum L. – bawełna afrykańska, b. drzewiasta
- Gossypium areysianum Deflers
- Gossypium aridum (Rose & Standl.) Skovst.
- Gossypium australe F.Muell.
- Gossypium barbadense L. – bawełna barbadoska
- Gossypium benadirense Mattei
- Gossypium bickii (F.M.Bailey) Prokh.
- Gossypium bricchettii (Ulbr.) Vollesen
- Gossypium californicum Mauer
- Gossypium contextum O.F.Cook & J.W.Hubb.
- Gossypium costulatum Tod.
- Gossypium cunninghamii Tod.
- Gossypium darwinii G.Watt
- Gossypium dicladum O.F.Cook & J.W.Hubb.
- Gossypium ekmanianum Wittm.
- Gossypium enthyle Fryxell, Craven & J.M.Stewart
- Gossypium evertum O.F.Cook & J.W.Hubb.
- Gossypium exiguum Fryxell, Craven & J.M.Stewart
- Gossypium gossypioides (Ulbr.) Standl.
- Gossypium harknessii Brandegee
- Gossypium herbaceum L. – bawełna indyjska
- Gossypium hirsutum L. – bawełna kosmata, b. zwyczajna
- Gossypium hypadenum O.F.Cook & J.W.Hubb.
- Gossypium incanum (O.Schwartz) Hillc.
- Gossypium irenaeum Lewton
- Gossypium klotzschianum Andersson
- Gossypium laxum L.Ll.Phillips
- Gossypium lobatum Gentry
- Gossypium londonderriense Fryxell, Craven & J.M.Stewart
- Gossypium longicalyx J.B.Hutch. & B.J.S.Lee
- Gossypium marchantii Fryxell, Craven & J.M.Stewart
- Gossypium morrilli O.F.Cook & J.W.Hubb.
- Gossypium mustelinum Miers ex G.Watt
- Gossypium nelsonii Fryxell
- Gossypium nobile Fryxell, Craven & J.M.Stewart
- Gossypium patens O.F.Cook & J.W.Hubb.
- Gossypium pilosum Fryxell
- Gossypium populifolium (Benth.) F.Muell. ex Tod.
- Gossypium pulchellum (C.A.Gardner) Fryxell
- Gossypium raimondii Ulbr.
- Gossypium robinsonii F.Muell.
- Gossypium rotundifolium Fryxell, Craven & J.M.Stewart
- Gossypium schwendimanii Fryxell & S.D.Koch
- Gossypium somalense (Gürke) J.B.Hutch., Silow & S.G.Stephens
- Gossypium stocksii Mast.
- Gossypium sturtianum (R.Br.) J.H.Willis
- Gossypium timorense Prokh.
- Gossypium tridens O.F.Cook & J.W.Hubb.
- Gossypium trifurcatum Vollesen
- Gossypium trilobum (Sessé & Moc. ex DC.) Skovst.
- Gossypium triphyllum (Haw.) Hochr.
- Gossypium turneri Fryxell
- Gossypium vollesenii Fryxell

## Historia
Bawełna jest znana od tysięcy lat nie tylko jako roślina włóknodajna, ale również jako źródło paszy dla zwierząt i surowiec budowlany. W Ameryce Środkowej była wykorzystywana od 8000 lat przez plemiona indiańskie, w Chinach i Indiach wykorzystuje się ją od 5000 lat.
Do Europy bawełna została przetransportowana w średniowieczu z Bliskiego Wschodu. Najpierw znane były wytwarzane z niej kosztowne tkaniny, a później sprzedawano również jej nasiona. Pod koniec XVII wieku Wielka Brytania była jednym z niewielu europejskich krajów, który importował bawełnę z kolonii znajdujących się w południowej części Stanów Zjednoczonych. Tam zaczęto produkować na znaczną skalę tkaniny z bawełny, stopniowo wypierające tkaniny z lnu, wełny i konopi. W XIX wieku w wyniku Wojny Secesyjnej w Ameryce zostały zniszczone plantacje bawełny, a nowym eksporterem tego surowca do Europy stały się Indie. W XVII wieku również Holandia sprowadzała duże ilości bawełny – a do połowy XVIII wieku Amsterdam stanowił największy „port bawełniany” w Europie.
Zanim powstały maszyny do tkania materiału, ludzie tkali go ręcznie. Była to praca bardzo czasochłonna i mało efektywna. W drugiej połowie XVIII wieku zostały wynalezione maszyny, które zwiększyły tempo produkcji tkanin. Były to między innymi prządka Jenny, wodna maszyna do wyrobu osnowy, mechaniczne krosno. Powstanie tych maszyn usprawniło produkcję, a także zachęciło rolników do powiększania swoich plantacji. Dopiero jednak w XIX wieku produkcja i zużycie bawełny rozwinęły się na wielką skalę dzięki mechanizacji procesów odziarniania, przędzenia i tkania oraz ogólnemu wzrostowi uprzemysłowienia i poziomu życia ludności. W latach międzywojennych osiągnięto maksimum powierzchni uprawy bawełny na świecie. Od tego czasu, zarówno powierzchnia upraw bawełny na świecie, jak i produkcja włókna bawełnianego nie ulegają większym zmianom.
W styczniu 2019 roku bawełna skiełkowała jako pierwsza roślina na Księżycu na pokładzie chińskiej sondy Chang’e 4 w sztucznej biosferze.

## Uprawa
Krzewy bawełny uprawia się na wszystkich kontynentach z wyjątkiem Antarktydy. Uprawiane są na różnych glebach, wymagają ok. 200 dni okresu wegetacyjnego, wilgoci w początkowych fazach rozwoju i suszy w czasie dojrzewania (aby włókno ściemniało) i zbiorów. Najlepiej rozwija się w temperaturze 21–22 °C. W roku 2017 największym producentem były Indie.
Bawełna rośnie naturalnie w obszarach zwrotnikowych i podzwrotnikowych. Na największych plantacjach prawie wszystkie prace – od siania do zbioru – wykonuje się maszynowo. W krajach biedniejszych w mniejszych gospodarstwach do przygotowania gruntu w zaprzęgu wykorzystuje się zwierzęta (woły lub bawoły), a zbiór odbywa się ręcznie. Mimo że maszyna jest szybsza, w pewnych okolicznościach zbiór ręczny jest korzystniejszy, ponieważ ludzie zbierają tylko naprawdę dojrzałe torebki nasienne. Włókna bawełny różnią się długością, która wynosi 2–4 cm. Z włókien krótkich i średniej długości powstaje około 90% bawełny produkowanej na świecie. Najdelikatniejsze tkaniny wytwarza się z włókien najdłuższych.
Uprawa bawełny wymaga znacznych nakładów siły roboczej. Niezależnie od tego, czy gospodarstwa są duże, czy też małe, zmechanizowane lub nie, cykl produkcyjny bawełny jest wszędzie podobny.
1. Przygotowanie ziemi – ziemia zostaje przeorana oraz przejechana tzw. znacznikami wysiewu.
2. Sadzenie nasion rzędami – odległość między nimi jest zależna od tego czy później do zbioru będą używane maszyny.
3. Po skiełkowaniu nasion młode rośliny wymagają odchwaszczania i napowietrzenia systemu korzeniowego – bawełna jest bardzo podatna na działanie szkodników.
4. Po kwitnieniu zawiązują się torebki nasienne zawierające do 25 nasion.
5. Po ok. 8 tygodniach torebki pękają i wydobywa się z nich biały puch.
6. Podczas zbioru kombajnem można zebrać duże ilości bawełny w krótkim czasie. Wprawiony robotnik potrafi w ciągu dnia ręcznie zebrać 110 kg torebek (maszyna taką ilość zbiera w godzinę).
7. Można przeprowadzić zabieg defoliacji – oczyszczenia rośliny z liści.
8. Zerwaną bawełnę prasuje się w duże bale, a następnie – przy pomocy maszyny ze stalowymi grzebieniami – wyczesuje się z niej pozostałości po torebkach nasiennych.
9. Wyczesana bawełna jest znowu formowana w bele i transportowana do przędzalni.
10. W przędzalni włókna bawełny po raz kolejny poddawane są zabiegowi wyczesywania i czyszczenia. Maszyna również oddziela od siebie nitki bawełny i składa je w taśmy.
11. W przędzarce następuje skrócenie nici z włókien bawełnianych. Następnie nici są farbowane i przygotowane do tkania gotowych tkanin na krośnie.Procentowy udział światowych producentów bawełny w sezonie 2016/2017

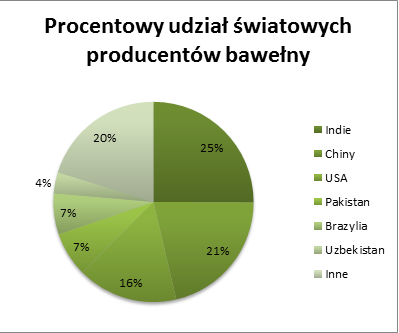
Procentowy udział światowych producentów bawełny w sezonie 2016/2017

| Najwięksi producenci bawełny w sezonie 2016/2017 (w mln ton) | Najwięksi producenci bawełny w sezonie 2016/2017 (w mln ton) |
| ------------------------------------------------------------ | ------------------------------------------------------------ |
| Indie                                                        | 4,90                                                         |
| Chiny                                                        | 5,78                                                         |
| Stany Zjednoczone                                            | 3,74                                                         |
| Pakistan                                                     | 1,66                                                         |
| Brazylia                                                     | 1,53                                                         |
| Uzbekistan                                                   | 0,79                                                         |
| Inne                                                         | 4,65                                                         |

### Miejsce produkcji i uprawy bawełny na świecie
Największe powierzchnie upraw znajdują się w Azji i Ameryce Północnej. Poniżej przedstawiono główne miejsca produkcji i upraw na poszczególnych kontynentach:
- Azja: północno-wschodnie Chiny, południowo-zachodnie Indie, Turkmenistan, Uzbekistan, wschodni Pakistan, północny Iran, środkowe Indie, wschodnia i południowa Turcja
- Ameryka Północna: Stan Missisipi, Alabama, Georgia, Teksas, Oklahoma, Luizjana, Arkansas, Kalifornia oraz Północny Meksyk
- Afryka: Egipt, pogranicze Mali, Burkina Faso i Wybrzeża Kości Słoniowej, wschodnia Afryka
- Ameryka Południowa: Północna Argentyna, Środkowa i Wschodnia Brazylia, Paragwaj, północno-zachodnie wybrzeże Ameryki południowej
- Europa: południowa Hiszpania, południowa Grecja
- Australia: wschodnia część

Bawełna jest jednym z najważniejszych artykułów handlu światowego. Około 50% produkcji przeznacza się rocznie na eksport. Około 30 krajów eksportuje bawełnę, a największą role odgrywają: USA, Uzbekistan, Egipt i Meksyk. Stanowią łącznie 70% światowego eksportu bawełny. Układ ten nie jest jednak stały. Zależy m.in. od zmian pogodowych, koniunkturalnych oraz zmian w polityce ekonomicznej poszczególnych państw. Największymi importerami są: Japonia, Niemcy, Wielka Brytania, Francja, Włochy.

## Zastosowanie
Roślina włóknodajna – wykorzystywana w produkcji włókna o tej samej nazwie – bawełna. Po oddzieleniu od nasion uzyskuje się włóknistą substancję, tzw. szarpię, która jest surowcem do produkcji nici. Po oczyszczeniu z nasion pozyskuje się olej jadalny. Olej ten wykorzystywany jest także w przemyśle spożywczym do wyrobu margaryny i tłuszczów kuchennych. Tłuszcz pozyskany z bawełny stosuje się w medycynie do leczenia i zapobiegania miażdżycy. Na Dalekim Wschodzie są prowadzone badania nad wprowadzeniem go do produkcji środków antykoncepcyjnych. Z pozyskanych wytłoczyn produkuje się paszę dla bydła oraz nawóz. Ta bardzo wydajna roślina znajduje zastosowanie w wielu innych dziedzinach. Z bawełny wytwarza się jeszcze świece, mydło, glicerynę, szminki, mączkę wchodzącą w skład odżywek dla rekonwalescentów, materiał strzelniczy, sieci rybackie, banknoty czy filtry do kawy. Długich włókien bawełny, znajdujących się w torebkach nasiennych, używa się przede wszystkim do produkcji przędzy, dzianin i tkanin, natomiast z krótkich powstaje wata, celuloza lub papier. W wielu krajach łodygi bawełny przeznaczone są na opał.